# Žužemberk
Žužemberk (dt. Seisenberg) ist der Name einer Ortschaft in der Region Dolenjska (Unterkrain) in Slowenien. Sie ist Hauptort und Sitz der Gemeinde Žužemberk.

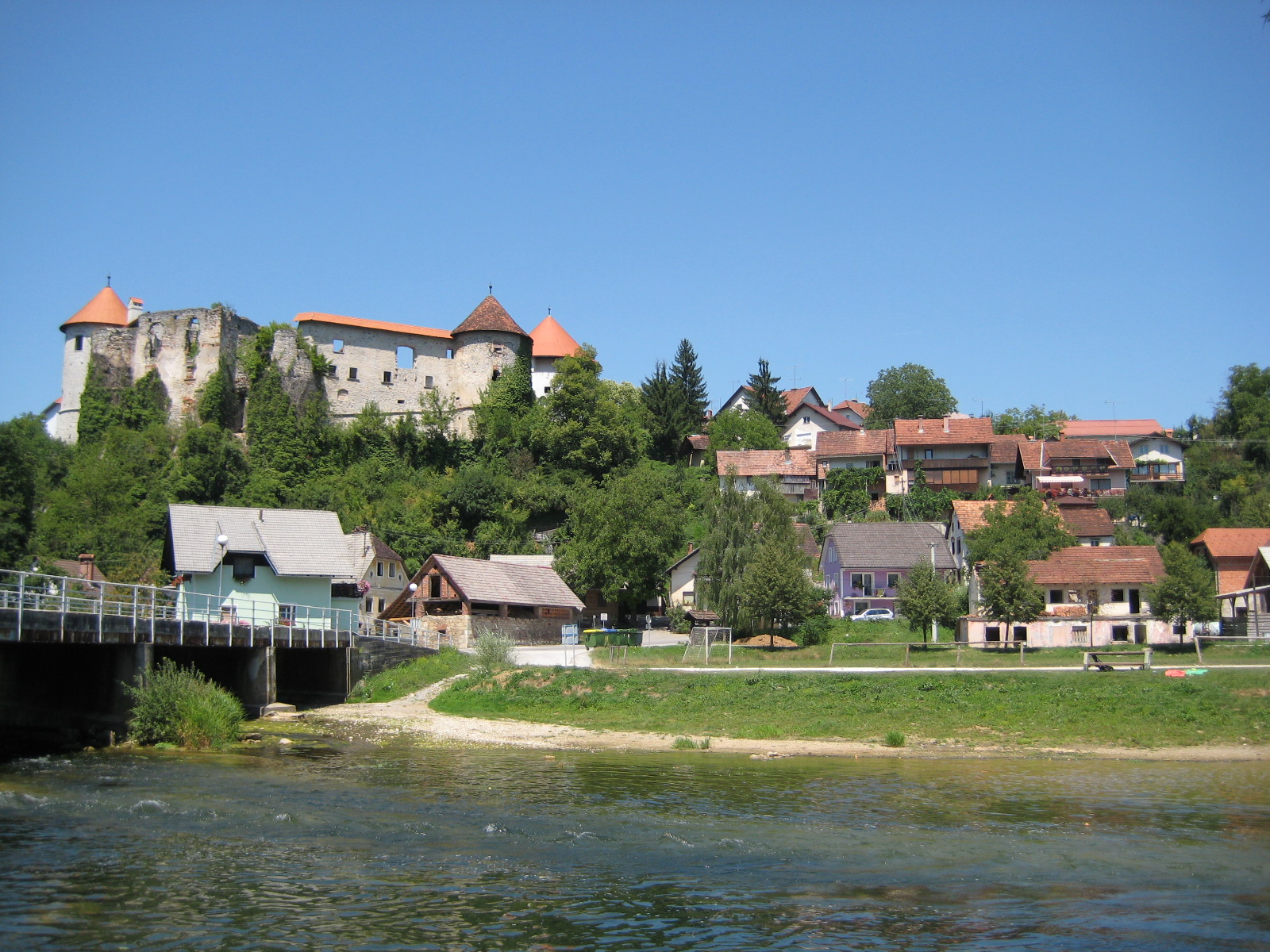
Schloss Žužemberk (Seisenberg)

## Lage
Der etwa 1000 Einwohner zählende Ort liegt im südlichen Teil Krains am linken Ufer der Krka (Gurk) und wird von einer mittelalterlichen Burg überragt.

## Geschichte
Žužemberk wurde 1246 das erste Mal schriftlich erwähnt, 1399 erhielt der Ort das Marktrecht. Über Jahrhunderte waren Burg und Stadt im Besitz der bedeutenden Adelsfamilie Auersperg. Die Brüder Georg und Wolf von Auersperg hatten sie 1538 von König Ferdinand I. gekauft. Im 16. Jahrhundert hatte Žužemberk mehrfach unter den Angriffen der Türken zu leiden. Die dortige Burg wurde deshalb neu befestigt und ausgebaut.
Während des Zweiten Weltkriegs waren im Schloss italienische Besatzungstruppen stationiert.   Partisanen brannten am 26. Juli 1943 die Schule, das Gerichtsgebäude und das Gesundheitszentrum in Žužemberk nieder. Die Pfarrkirche (wurde im Zweiten Weltkrieg völlig zerstört und ab den 1990er Jahren wieder aufgebaut) ist den Heiligen Fortunatus und Hermagoras geweiht. Im Februar 1945 wurde Žužemberk von alliierten Bombern mit Raketen beschossen. Das Schloss wurde schwer beschädigt, aber nicht zerstört, und die Restaurierungsarbeiten begannen in den 1960er Jahren.